# گورچانی
شهر گورچانی (به روسی: Горчани) در کشور مونته‌نگرو واقع شده‌است. جمعیت این شهر ۱٬۲۰۵ نفر  است.